# AM 0644-741
AM 0644-741 — линзовидная галактика без перемычки, также кольцеобразная галактика, находящаяся на расстоянии около 300 млн световых лет в созвездии Летучей Рыбы. Жёлтое ядро когда-то было центром обычной спиральной галактики, а кольцо, окружающее центральную область, имеет диаметр около 150 тысяч световых лет. Предполагается, что кольцо образовалось при столкновении с другой галактикой, при этом вследствие гравитационного разрушения пыль в галактике уплотняется и образует звёзды, что способствует удалению кольца от центра галактики. Кольцо является областью бурного звездообразования, в которой много молодых массивных горячих голубых звёзд. Красноватые области в кольце являются разреженными облаками водорода, светящимися вследствие воздействия на него ультрафиолетового излучения голубых звёзд. Модели галактик показывают, что кольцо AM 0644-741 продолжит расширяться в течение 300 млн лет, а затем начнёт разрушаться.